# سیارک ۷۷۴۱
سیارک ۷۷۴۱ (به انگلیسی: 7741 Fedoseev، نامگذاری:1983RR4) هفت هزار و هفتصد و چهل و یکمین سیارک کشف شده‌است که در ۱ سپتامبر ۱۹۸۳ کشف شد.
قدر مطلق سیارک برابر ۱۳٫۲۰ است.